# Pleustes (Catapleustes) constantinus
Pleustes (Catapleustes) constantinus is een vlokreeftensoort uit de familie van de Pleustidae. De wetenschappelijke naam van de soort is voor het eerst geldig gepubliceerd in 1994 door Bousfield & Hendrycks.